# Toledopizia
Toledopizia is een geslacht van rechtvleugeligen uit de familie sabelsprinkhanen (Tettigoniidae). De wetenschappelijke naam van dit geslacht is voor het eerst geldig gepubliceerd in 2010 door Chamorro-Rengifo & Braun.

## Soorten
Het geslacht Toledopizia  is monotypisch en omvat slechts de volgende soort:
- Toledopizia salesopolensis (Piza, 1980)